# Wieprz (Klein-Polen)
Wieprz is een dorp in de Poolse woiwodschap Klein-Polen. De plaats maakt deel uit van de gemeente Wieprz en telt 4900 inwoners.